# Ludwig Georg Courvoisier
Ludwig Georg Courvoisier (ur. 10 listopada 1843 w Bazylei, zm. 8 kwietnia 1918 tamże) – szwajcarski chirurg, pamiętany za opis objawu nazwanego jego imieniem (objaw Courvoisiera). Studiował medycynę na Uniwersytecie w Bazylei i w Getyndze, tytuł doktora medycyny otrzymał w 1868 roku. W 1880 został Privatdozentem, w 1888 profesorem nadzwyczajnym i w 1900 profesorem zwyczajnym chirurgii na katedrze w Bazylei.